# Monapia vittata
Monapia vittata là một loài nhện trong họ Anyphaenidae.
Loài này thuộc chi Monapia. Monapia vittata được Eugène Simon miêu tả năm 1884.